# 함창초등학교
함창초등학교는 대한민국 경상북도 상주시에 있는 공립 초등학교이다.

## 학교 연혁
- 1910년 4월 3일 함창공립보통학교 개교
- 1938년 4월 1일 함창동부공립심상소학교로 개칭
- 1941년 4월 1일 함창동부공립국민학교로 개칭
- 1950년 4월 1일 함창국민학교로 개칭(함창서부국민학교 통합)
- 1996년 3월 1일 동성분교장 통폐합
- 1996년 3월 1일 함창초등학교로 개칭, 차량 운행
- 1998년 3월 1일 용곡초등학교 통폐합
- 1999년 9월 1일 영동분교장, 숭덕분교장 인수
- 2001년 7월 20일 우경도서관 준공
- 2004년 11월 29일 청운관(강당) 개관
- 2007년 3월 1일 영동분교장 통폐합
- 2010년 8월 14일 개교 100주년 기념탑 건립
- 2014년 3월 1일 숭덕분교장 통폐합

## 참고 자료
- 함창초등학교 - 한국교육학술정보원 학교알리미